# Hostomice (Teplicei járás)
Hostomice település Csehországban, Teplicei járásban. Hostomice Světec, Ledvice, Ohníč és Zabrušany településekkel határos. Lakosainak száma 1229 fő (2024. január 1.).

## Híres szülöttei
- Čestmír Císař (1920–2013), cseh politikus és diplomata, 1968 és 1969 között a Cseh Nemzeti Tanács elnöke.

## Népesség
A település lakosságának változását az alábbi diagram mutatja:
| Lakosok száma | 294  | 1704 | 3787 | 2323 | 1440 | 1242 | 1249 | 1243 | 1189 | 1229 |
|               | 1869 | 1890 | 1921 | 1950 | 1980 | 2001 | 2017 | 2019 | 2022 | 2024 |